# Николс, Остин
Остин Николс (англ. Austin Nichols, род. 24 апреля 1980) — американский актёр.

## Биография
Жил в Остине, штат Техас. В 18 лет переехал в Лос-Анджелес, чтобы начать карьеру актёра.
Окончил Южнокалифорнийский университет в 2002 году.
Остин также воднолыжник. В 1997 он представлял американскую юниорскую команду на Pan-American Championships. Остин занимал третий номер в списке World Junior Rankings.

## Личная жизнь
С 2013 по 2017 год состоял в отношениях с актрисой Хлоей Беннет.

## Фильмография
| Год       |   | Русское название            | Оригинальное название  | Роль                             |
| --------- | - | --------------------------- | ---------------------- | -------------------------------- |
| 2001      | ф | Солнечные каникулы          | Holiday In The Sun     | Гриффин Грейсон                  |
| 2002—2004 | с | Шпионки                     | She Spies              | Fake College Guy                 |
| 2004      | ф | Послезавтра                 | The Day After Tomorrow | Джей Ди                          |
| 2004      | ф | Уимблдон                    | Wimbledon              | Джейк Хаммонд                    |
| 2005—2006 | с | Поверхность                 | Surface                | Джексон Холден                   |
| 2006      | ф | Игра по чужим правилам      | Glory Road             | Джерри Армстронг                 |
| 2006      | ф | 1 миля до Ленекса           | Lenexa, 1 Mile         | Шон Болин                        |
| 2006      | ф | Дом Ашеров                  | The House of Usher     | Родерик Ашер                     |
| 2009      | ф | Информаторы                 | The Informers          | Мартин                           |
| 2009      | ф | Молитвы за Бобби            | Prayers for Bobby      | Эд Гриффит                       |
| 2009      | ф | Немыслимое                  | Unthinkable            | Bomb Disposal Expert             |
| 2010      | ф | Хороший мальчик             | Beautiful Boy          | Купер                            |
| 2010—2011 | с | Холм одного дерева          | One Tree Hill          | Джулиан Бэйкер                   |
| 2012      | ф | Лето. Одноклассники. Любовь | LOL                    | Мистер Росс                      |
| 2012—2013 | с | Доктор мафии                | The Mob Doctor         | Люк (сын Александра Константина) |
| 2013      | с | Агенты «Щ.И.Т.»             | Agents of S.H.I.E.L.D. | Майлз                            |
| 2013—2017 | с | Мотель Бейтс                | Bates Motel            | Сэм Лумис                        |
| 2015—2016 | с | Ходячие мертвецы            | The Walking Dead       | Спенсер Монро                    |